# Johannes Pfeiffer (Theologe)

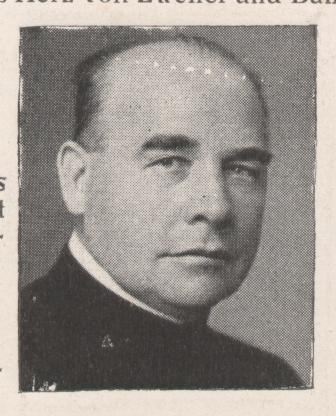
Professor Johannes Pfeiffer, um 1930

Johannes Baptist Pfeiffer  (* 12. Januar 1886 in Mußbach, heute Neustadt an der Weinstraße; † 29. September 1965 in Bad Dürkheim) war ein katholischer Priester der Diözese Speyer, Lazarettgeistlicher im Ersten Weltkrieg, Doktor der Theologie, Kirchengeschichtler und Professor an der Universität von Santiago de Chile sowie Dichter in deutscher, spanischer und lateinischer Sprache.

## Leben

### Herkunft und Wirken in der Heimat

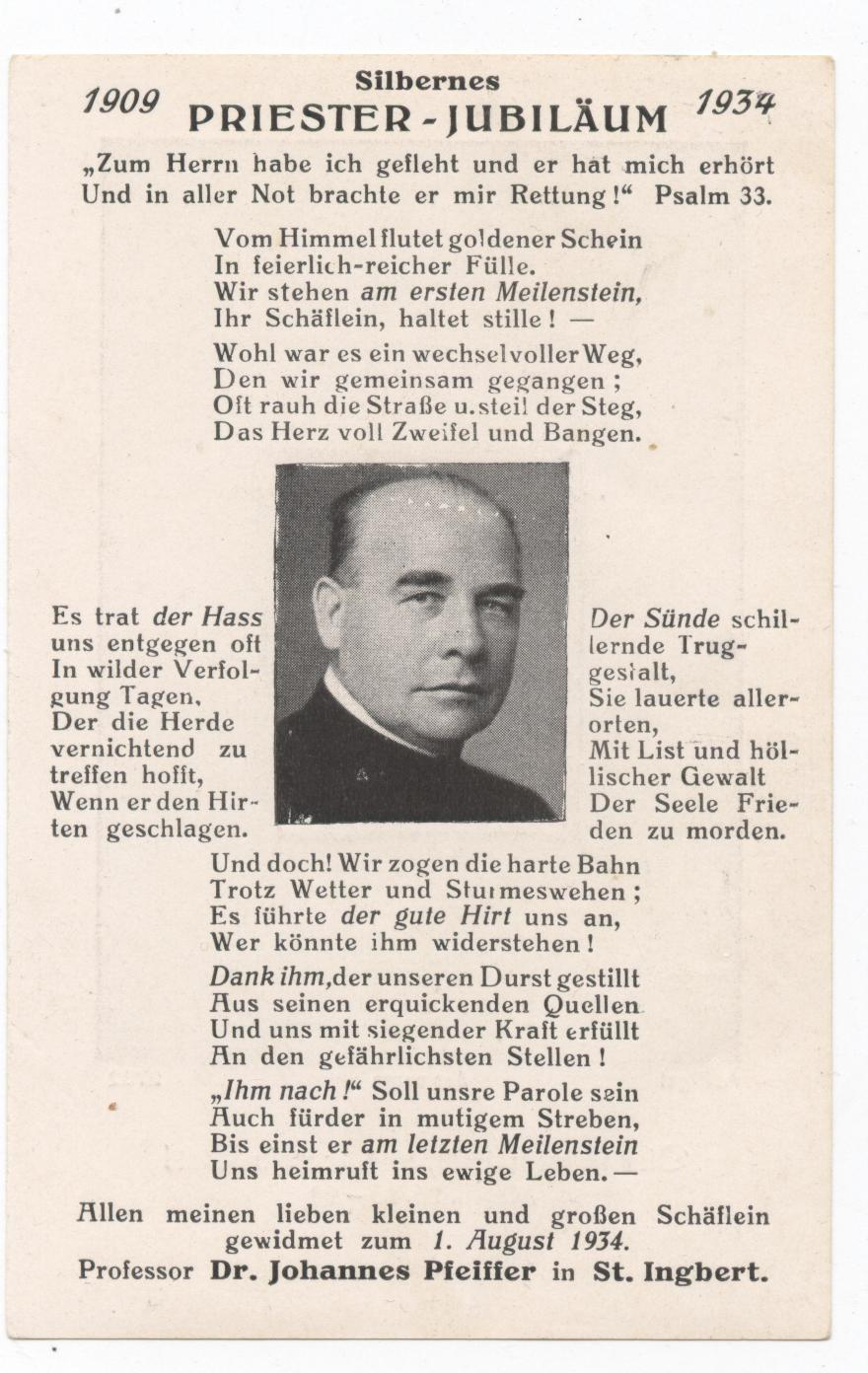
Pfeiffer, Andenken an das silberne Priesterjubiläum, 1934

Pfeiffer besuchte die Volksschule in Mußbach, danach das Humanistische Gymnasium in Neustadt an der Weinstraße, das seit 1964 Kurfürst-Ruprecht-Gymnasium heißt. Schließlich studierte er an den Universitäten Innsbruck und Würzburg. Pfeiffer wurde am 1. August 1909 von Bischof Konrad von Busch im Speyerer Dom zum Priester geweiht. Es waren die letzten Priesterweihen, die Bischof Busch vor seinem Tode spendete. Von 1. September 1909 bis 12. August 1911 amtierte Pfeiffer als Kaplan in Queichheim, dann bis zum 13. Mai 1914 in Hettenleidelheim. An diesem Tag wurde er Kaplan in Herxheim bei Landau, wo er bis zum 1. Januar 1918 blieb, um nochmals bis zum 12. August 1919 auf der Kaplanstelle seiner Heimatgemeinde Neustadt zu wirken. Im Ersten Weltkrieg versah er zusätzlich vom 11. August 1914 bis 1. Dezember 1918 den Dienst als Lazarettgeistlicher an den Reservelazaretten Landau (Pfalz) und Germersheim. In dieser Zeit arbeitete Pfeiffer bei dem bekannten Kirchengeschichtler Sebastian Merkle in Würzburg an seiner Dissertation und wurde 1919 zum Doktor der Theologie promoviert. Das Thema seiner Dissertation lautete: „Der Speyerer Fürstbischof Franz Christoph Kardinal von Hutten, 1743–1770. Sein Kampf gegen Mängel und Mißbrauch in seinem Bistum. Zugleich ein Beitrag zur Geschichte und Beurteilung des Aufklärungszeitalters“. Sie wurde vom Verfasser 1959 – also erst 40 Jahre später – auch in Buchform veröffentlicht.
Am 12. August 1919 avancierte Pfeiffer zum Pfarrer von Dudenhofen, mit Datum vom 11. Mai 1920 von Freinsheim. Zum 1. Dezember 1928 ging der Priester als Studienrat für katholische Religionslehre ans Gymnasium von St. Ingbert. Diese Stadt gehörte zwar nach wie vor zum Bistum Speyer, stand jedoch als Teil des Saargebietes unter französischer Regierungsgewalt. Dies blieb so bis zur Saarabstimmung von 1935, als das Saargebiet wieder an das inzwischen nationalsozialistische Deutschland angeschlossen wurde. Pfeiffer agierte von St. Ingbert aus unter französischem Schutz als Gegner des NS-Regimes und setzte sich gegen die Rückgliederung des Landstriches an Hitler-Deutschland ein. Er war dafür, den sogenannten „Status Quo“, also eine einstweilige Belassung des französischen Besatzungszustandes, bis zur Ablösung des Nationalsozialismus in Kauf zu nehmen, um dadurch die weitere Stärkung des NS-Regimes durch einen territorialpolitischen Erfolg abzuwenden und das Saarland dessen gewalttätiger und, zumal aus katholischer Sicht, ethisch verwerflichen Herrschaftsausübung zu entziehen.

### Flucht und Aufenthalt im Ausland
Aufgrund des Ausgangs der Saarabstimmung gehörte der Saargau ab 1. März 1935 wieder dem Deutschen Reich an. Den Anschluss- und NS-Gegnern drohten nun Repressalien oder Verhaftung. Viele von ihnen flüchteten, darunter auch Pfeiffer. Zunächst ging er in die Schweiz, wo er zu Saint-Gingolph am Genfersee eine Privatschule für moderne Sprachen gründete. 1939 übersiedelte er nach Argentinien, um in Chajarí als Priester-Spiritual zu wirken. Der deutsche Kirchengeschichtler hatte sich habilitiert und erhielt 1941 einen Ruf als Professor an die Universität von Santiago de Chile. Ab 1949 arbeitete Professor Pfeiffer als kirchlicher Berichterstatter in Chicago, USA und trat 1951 in den Ruhestand.

### Rückkehr in die Heimat

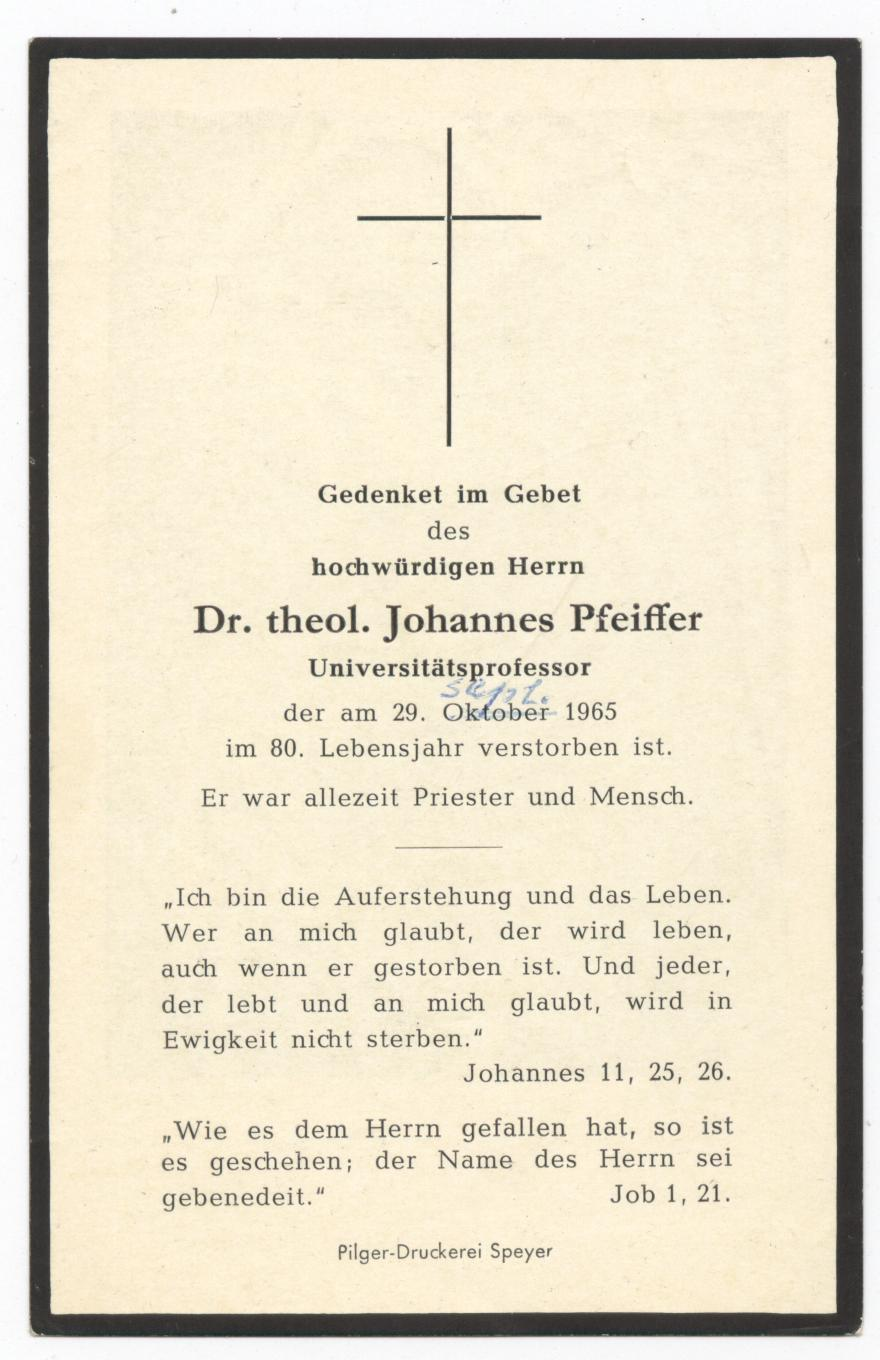
Pfeiffer, Sterbebildchen, 1965

Pfeiffer kehrte nach Deutschland in seine Heimatdiözese Speyer zurück und übernahm als Emeritus das Amt eines Klinikseelsorgers des psychiatrischen Sanatoriums „Sonnenwende“ in Bad Dürkheim. Nebenbei half Pfeiffer im priesterlichen Dienst seiner alten und unweit entfernt liegenden Pfarrei Freinsheim aus und betreute außerdem spanische Gastarbeiter, deren Sprache er seit seinem Südamerika-Aufenthalt fließend beherrschte. Von 1959 bis 1962 hielt er die Sonntagsgottesdienste in der Gimmeldinger Nikolauskirche. Am Zweiten Vatikanischen Konzil nahm der Professor zeitweise als Beobachter teil. Pfeiffer verstarb 1965 in Bad Dürkheim und wurde in Freinsheim beigesetzt. Der Nachruf konstatiert: „Ein ungewöhnlicher Lebensweg fand im Frieden Gottes seine Vollendung. 'Er war allzeit Priester und Mensch'. Mit diesem Satz aus seiner Todesanzeige ist seine Persönlichkeit treffend umschrieben.“

## Werke
Im Ersten Weltkrieg gab Pfeiffer die Soldatenzeitschrift „Guten Morgen Kameraden“ heraus. Neben seiner erst 1959 als Buch publizierten Dissertation über Franz Christoph Kardinal von Hutten verfasste er mehrere theologische Bücher, unter anderem 1944 „An der Grenze zweier Welten“, das sich mit okkulten Phänomenen befasst. In Südamerika publizierte er unter dem Pseudonym „Juan B. Pfeiffer-Braun“. Außerdem veröffentlichte er den Gedichtband Lieder ohne Noten mit Zeichnungen von Karl Heinz. Selbstverlag, Bad Dürkheim o. J. [1967], der in einer „Zugabe“ (S. 139–153) als „Auswahl der Gedichte und Hymnen aus der südamerikanischen Zeit (1939–1951)“ drei Gedichte in spanischer und zwei in lateinischer Sprache (beide in Sapphischen Strophen) enthält. Eine unbekannte Anzahl weiterer Gedichte dürfte unpubliziert geblieben sein. De igne et purpura ist ein 15-strophiges Enkomion auf den Erzbischof von Santiago de Chile, José María Caro Rodríguez, aus Anlass seiner Erhebung zum Kardinal mit abschließendem dreifachen Alleluja und Amen. Das mit Valete überschriebene zweite der lateinischen Gedichte ist ein Abschiedsgedicht an Chile, das Land, seine Natur und seine Menschen; die Übersetzung stammt vom Autor selbst:
Ite in Mundum Universum
et Praedicate Nuntium
Bonum! Marc. 16,15
VALETE!
Andium moles similis stupendo
Aedis altari generis Gigantum
Marmoris fulgens niveo colore,
Percipe vocem!
Suaviter moti marium tapetes,
Rite qui formant iter ad sacellum,
Cerei noctis tenues in alto
Lugubre discant!
Tendit in longum fugiens hirundo,
Eloquens solis comes aestuosi;
Iugiter currit fluvialis unda
Qualibet hora.
Passeri compar habitans et ego
Solus in tecto vigil in labore
Audio rursus monitum repente:
„Tempus eundi!“
Ergo, iucundae segetes, valete,
Murmur undarum maris et paudum,
Andium fortis rutilansque moles,
Castra movebo.
Sed magis cari valeant alumni
Gentis electae decus atque lumen,
Gaudium semper mihi parvulaeque
gemma coronae!
„Cornibus cantant!“ – Pueros senesque
Corde concussus benedico vadens:
„Numen asservet pretiosa vobis
Munera pacis!“
Geht hinaus in alle Welt
und predigt die frohe
Botschaft! Marc. 16,15
LEBT WOHL!
Ihr gewaltigen Anden, ähnlich
Dem herrlichen Tempelaltar eines Geschlechtes von Riesen,
Leuchtend wie schneeweißer Marmor,
Hört meine Stimme!
Ihr sanft bewegten Meerteppiche,
Hingebreitet auf dem Wege zu jenem Heiligtum,
Ihr lieblichen Lichter der Nacht in der Höhe,
Vernehmt die schmerzliche Kunde!
Es strebt in die Ferne die flüchtige Schwalbe,
Die geschwätzige Begleiterin der heißen Sonne;
Immerfort wandert die Welle des Stromes
Stunde für Stunde.
Allein wohne ich einem Sperling gleich
Unter dem Dach und mühe mich ab;
Da höre ich plötzlich aufs neue die Mahnung:
Zeit ist’s zum Gehen!
So lebt denn wohl, ihr lachenden Saaten,
Du Murmeln der Wellen des Meeres und der Seen,
Du, Masse der Anden in deiner leuchtenden Wucht, –
Ich rüste zum Aufbruch.
Und Ihr, Studenten, Lieblinge meiner Seele,
Zierde und Licht eines erwählten Volkes,
Immer die Freude meines Herzens und der Edelstein
Meiner bescheidenen Krone, lebt wohl!
Horch, die Signale ertönen! Zitternden Herzens
Segne ich scheidend Groß und Klein:
Möge der gütige Gott euch erhalten
Die kostbaren Güter des Friedens!